# Gerygone dorsalis
Gerygone dorsalis é uma espécie de ave da família Pardalotidae.
É endémica da Indonésia.
Os seus habitats naturais são: florestas subtropicais ou tropicais húmidas de baixa altitude e florestas de mangal tropicais ou subtropicais.